# Newton (Massachusetts)
Newton es una ciudad ubicada en el condado de Middlesex, en el estado estadounidense de Massachusetts. En el Censo de 2020 tenía una población de 88 923 habitantes y una densidad poblacional de 1.914,82 personas por km².
Es la ciudad natal del actor Jack Lemmon (1925-2001) y de la poeta Anne Sexton (1928-1974).

## Geografía
Newton se encuentra ubicada en las coordenadas 42°19′55″N 71°12′30″O / 42.33194, -71.20833. Según la Oficina del Censo de los Estados Unidos, Newton tiene una superficie total de 47.04 km², de la cual 46.2 km² corresponden a tierra firme y (1.8 %) 0.85 km² es agua.

## Demografía
Según el censo de 2010, había 85 146 personas residiendo en Newton. La densidad de población era de 1.809,9 hab./km². De los 85 146 habitantes, Newton estaba compuesto por el 82.3 % blancos, el 2.54 % eran afroamericanos, el 0.11 % eran amerindios, el 11.5 % eran asiáticos, el 0.02 % eran isleños del Pacífico, el 1.18 % eran de otras razas y el 2.36 % pertenecían a dos o más razas. Del total de la población el 4.08 % eran hispanos o latinos de cualquier raza.